# Unité urbaine de Saint-Céré
L'unité urbaine de Saint-Céré est une unité urbaine française centrée sur la ville de Saint-Céré, dans les départements du Lot.

## Données globales
En 2010, selon l'Insee, l'unité urbaine de Saint-Céré est composée de trois communes.
L'unité urbaine de Saint-Céré représente le pôle urbain de l'aire urbaine de Saint-Céré.

## Composition de l'unité urbaine
La liste ci-dessous, établie par ordre alphabétique, indique les communes appartenant à l'unité urbaine de Saint-Céré, selon la nouvelle délimitation de 2010, avec leur population municipale, issue du recensement le plus récent  :
| Nom                     | Code Insee | Département | Statut       | Superficie (km2) | Population (dernière pop. légale) | Densité (hab./km2) | Modifier                                    |
| ----------------------- | ---------- | ----------- | ------------ | ---------------- | --------------------------------- | ------------------ | ------------------------------------------- |
| Saint-Céré              | 46251      | Lot         | ville-centre | 11,33            | 3 449 (2022)                      | 304                | modifier les données · modifier les données |
| Saint-Laurent-les-Tours | 46273      | Lot         | banlieue     | 10,84            | 845 (2022)                        | 78                 | modifier les données · modifier les données |
| Saint-Vincent-du-Pendit | 46295      | Lot         | banlieue     | 9,24             | 226 (2022)                        | 24                 | modifier les données · modifier les données |

## Évolution démographique
L'évolution démographique ci-dessous concerne l'unité urbaine selon le périmètre défini en 2010.
| 1968  | 1975  | 1982  | 1990  | 1999  | 2009  | 2014  | 2015  | 2018  |
| ----- | ----- | ----- | ----- | ----- | ----- | ----- | ----- | ----- |
| 4 523 | 4 788 | 4 964 | 4 789 | 4 602 | 4 654 | 4 592 | 4 572 | 4 548 |

| 2021  | - | - | - | - | - | - | - | - |
| ----- | - | - | - | - | - | - | - | - |
| 4 512 | - | - | - | - | - | - | - | - |